# Karl Alfred Friedrich
Karl Alfred Friedrich (* 9. Juni 1868 in Prüm; † 13. August 1952 in St. Wendel) war ein deutscher Bürgermeister von St. Wendel (1893 bis 1917) und Landrat des Landkreises St. Wendel (1919 bis 1929).

## Leben
Karl Alfred Friedrich war ein Sohn des Kreissekretärs und späteren Waderner Bürgermeisters Mathias Friedrich und dessen Ehefrau Maria Theresia, geb. Schmittges. Nach dem Besuch eines Gymnasiums in Wiesbaden und der abgelegten Reifeprüfung im März 1889 absolvierte er ein Studium der Rechtswissenschaften an den Universitäten Straßburg, Berlin und Bonn. Im Juli 1892 legte er die Erste Juristische Prüfung ab und noch während seine weitere Ausbildung andauerte, bewarb er sich um die Stelle als Bürgermeister von St. Wendel. Bei der Wahl die am 11. Dezember 1893 stattfand, nahm neben Regierungsreferendar Friedrich als zweiter Kandidat der Regierungssupernumerar Willi Bettingen aus St. Wendel teil. Während Bettingen 8 Stimmen erhielt, entfielen auf den 25-jährigen Friedrich 12 Stimmen, womit er für die Dauer von 12 Jahren zum neuen Bürgermeister von St. Wendel gewählt wurde. Die Amtseinführung erfolgte am 11. Januar 1894. Während seiner ersten Amtszeit als Bürgermeister von St. Wendel wurde das Stadtbauamt errichtet (1895), die städtischen Straßen benannt und nummeriert (1896/98), das Steyler Missionshaus in St. Wendel genehmigt (Oktober 1898), sowie die Höhere Töchterschule (Februar 1902) und die gewerbliche Fortbildungsschule (August 1904) gegründet.
Die Wiederwahl für eine zweite Amtsperiode als Bürgermeister von St. Wendel am 28. August 1905 fiel einstimmig aus. Während seiner zweiten Amtszeit wurde 1906 die lokale Wasserversorgung zum Preis von 158.500 Mark übernommen, das Gymnasium zum Progymnasium ausgebaut (April 1907), die Nikolaus-Obertreis-Schule gebaut (1908/09), die Gasversorgung übernommen (Juni 1909), das Marienkrankenhaus gebaut (1911/12) und der Ausbau des Bahnnetzes begonnen.
Nach seiner im März 1917 erfolgten Wahl zum 1. Kreisdeputierten von St. Wendel bat Friedrich am 17. Juni 1917 die Mitglieder der Stadtverordnetenversammlung von einer Wiederwahl zu einer dritten Amtsperiode aus gesundheitlichen Gründen abzusehen. Sein Nachfolger wurde am 23. Dezember 1918 der aus Bernkastel-Kues stammende Gerichtsassessor Heinrich Mettlich. Im Sommer 1919 wurde Friedrich erst zum kommissarischen und 1920 zum definitiven Landrat des Landkreises St. Wendel ernannt. Friedrich blieb bis zum August 1929 Landrat des Landkreises St. Wendel, als er sich auf eigenen Wunsch in den Ruhestand versetzen ließ.

## Familie
Karl Alfred Friedrich heiratete am 27. September 1895 in St. Wendel Katharina Amalie, geb. Marshall. Das Ehepaar hatte zwei Töchter, Helene und Herta. Karl hatte eine jüngere Schwester, die am 27. Oktober 1895 in Wadern geborene und spätere Juristin Mathilde Anna Bernardine Friedrich. Tochter Hertha Friedrich (* 24. Juli 1902 in St. Wendel) heiratete am 24. November 1924 Wilhelm Friedrich Gerber (* 9. März 1892 in St. Wendel; † 8. Februar 1948), den späteren Chefarzt des Dudweiler St. Josef Krankenhauses.

## Auszeichnungen und Ehrungen
- 1917: Auszeichnung mit dem päpstlichen Orden Pro Ecclesia et Pontifice[1]
- 1952: Namensgeber der Alfred-Friedrich-Straße in St. Wendel[4]